# Albert Gallatin
Abraham Alfonse Albert Gallatin (Genebra, 29 de janeiro de 1761 – Astoria, 12 de agosto de 1849) foi um político, diplomata, etnólogo e linguista suíço-americano. Ele serviu como senador, deputado federal, embaixador e como o 4º Secretário do Tesouro dos Estados Unidos entre 1801 e 1814 durante as presidências de Thomas Jefferson e James Madison. Gallatin também foi um dos fundadores da Universidade de Nova Iorque em 1831.
Gallatin nasceu na República de Genebra em uma família aristocrata, imigrando para os Estados Unidos em 1780. Ele foi eleito senador em 1793 e depois deputado em 1795, constantemente lutando e fazendo oposição contra as políticas do secretário Alexander Hamilton. Gallatin foi em 1801 responsável por uma lei que obrigava o Secretário do Tesouro a emitir um relatório anual sobre os trabalhos do departamento. Ele também foi responsável pela criação do Comitê de Formas e Meios para revisar os relatórios do Departamento do Tesouro a fim de garantir a prestação de contas diante do Congresso.
Gallatin foi nomeado Secretário do Tesouro em 1801 por Jefferson, estabelecendo a independência do secretário e institucionalizando a estrutura interna do departamento. Ele foi capaz de reduzir a dívida federal ao destinar parte da renda do governo para esse fim, precisando também reinstituir impostos internos para pagar a Guerra de 1812, porém estes foram insuficientes. Gallatin foi incapaz em 1811 de convencer o Congresso a emitir um segundo alvará para o Primeiro Banco dos Estados Unidos e, prevendo o desastre financeiro que se seguiria, renunciou como secretário em 1814 na presidência de Madison, tendo servido na posição durante treze anos.
Assim que deixou o cargo de Secretário, Gallatin foi enviado como representante dos Estados Unidos em uma conferência de paz com o Reino Unido e França, terminando com a assinatura do Tratado de Gante. Depois disso ele foi nomeado embaixador na França e em seguida no Reino Unido, procurando melhorar as relações internacionais com ambos os países.